# Filips van Anglesola
Filips van Anglesola was kanunnik van het kapittel van de kathedraal van Tarragona, waar hij van 1352 de functie van koster had, alhoewel hij eigenlijk een militaire opleiding had. Hij was de zoon van Berenguer van Anglesola. Hij werd in 1380 tijdens de Corts Catalanes van Barcelona tot achtste president van de Generalitat in Catalonië verkozen. Zijn mandaat was van korte duur, want hij stierf nog hetzelfde jaar. Het was een sterke maar ook opvliegende man, meer krijgsheer dan priester. Ene van de enige dossiers die hij te behandelen kreeg was een vraag van Peter IV van Aragón die 150.000 pond nodig had voor de oorlog met Sardinië. De Generalitat had een derde van dat bedrag toegestemd, onder de opschortende voorwaarde dat de operatie Sardinië ook daadwerkelijk door zou gaan. Uiteindelijk werd het hele project afgeblazen, Peter zelf was te oud en zijn zoons Johan of Maarten nog niet helemaal klaar. De relaties met de Generalitat waren nogal gespannen, omdat Peter voortdurend zaken vroeg waarvoor de Generalitat niet gemachtigd was.